# El Mutún
El Cerro Mutún (Spaans voor "de berg Mutún"), kortweg El Mutún, is een mijn in Bolivia waar ijzer- en magnesium gedolven wordt. Het bevat de grootste hoeveelheid ijzererts in de wereld. De mijn heeft een oppervlakte van circa 75 vierkante kilometer. Het bevindt zich in het oostelijke deel van het departement Santa Cruz, in de provincie Germán Busch, vlak bij de provinciehoofdstad Puerto Suárez. Voor een klein deel bevindt de mijn zich ook in Brazilië.
De verwachte reserves in El Mutún zijn ongeveer 40.205 miljoen ton aan ijzererts, voornamelijk als hematiet, magnetiet en in mindere mate als sideriet en mangaan. De anno 1997 verwachte wereldvoorraad ijzererts bedroeg 230 miljard ton.